# World Tour w siatkówce plażowej 1999
World Tour w siatkówce plażowej 1999 składał się z 20 turniejów organizowanych przez FIVB, w tym Mistrzostwa Świata wchodzące w skład głównych rozgrywek. Brazylijczycy José Loiola i Emanuel Rego oraz Shelda Bede i Adriana Behar zostali zarówno mistrzami świata jak i mistrzami World Tour.

## Zawody

### Klasyfikacja turniejów
| World Championships |
| Grand Slam          |
| Open                |

### Mężczyźni
| Turniej                                                             | 1 miejsce                       | 2 miejsce                          | 3 miejsce                          | 4 miejsce                       |
| ------------------------------------------------------------------- | ------------------------------- | ---------------------------------- | ---------------------------------- | ------------------------------- |
| Argentina Open Mar del Plata, Argentyna 13 - 17 stycznia            | José Loiola Emanuel Rego        | Martín Conde Eduardo Martinez      | Rogério Ferreira Guilherme Marques | Zé Marco de Melo Ricardo Santos |
| Mexico Open Acapulco, Meksyk 7 - 11 kwietnia                        | Bill Boullianne Ian Clark       | Rogério Ferreira Guilherme Marques | Zé Marco de Melo Ricardo Santos    | Martin Laciga Paul Laciga       |
| Labatt Blue Toronto Open Toronto, Kanada 16 - 20 czerwca            | Zé Marco de Melo Ricardo Santos | José Loiola Emanuel Rego           | Rob Heidger Kevin Wong             | Adam Johnson Karch Kiraly       |
| Russian Open Moskwa, Rosja 23 - 27 czerwca                          | João Brenha Miguel Maia         | Zé Marco de Melo Ricardo Santos    | José Loiola Emanuel Rego           | Martín Conde Eduardo Martinez   |
| German Open Berlin, Niemcy 30 czerwca - 4 lipca                     | Zé Marco de Melo Ricardo Santos | Martin Laciga Paul Laciga          | Javier Bosma Fabio Diez            | John Child Mark Heese           |
| Phillips Norway Open Stavanger, Norwegia 7 - 11 lipca               | José Loiola Emanuel Rego        | Rogério Ferreira Guilherme Marques | Zé Marco de Melo Ricardo Santos    | Martin Laciga Paul Laciga       |
| Italian Open Lignano, Włochy 14 - 18 lipca                          | José Loiola Emanuel Rego        | Rogério Ferreira Guilherme Marques | Martín Conde Eduardo Martinez      | Rob Heidger Kevin Wong          |
| World Championships Marsylia, Francja 20 - 25 lipca                 | José Loiola Emanuel Rego        | Martin Laciga Paul Laciga          | Rogério Ferreira Guilherme Marques | Javier Bosma Fabio Diez         |
| Wash & Go Open of Austria Klagenfurt, Austria 28 lipca - 1 sierpnia | José Loiola Emanuel Rego        | Zé Marco de Melo Ricardo Santos    | Rogério Ferreira Guilherme Marques | Dain Blanton Eric Fonoimoana    |
| Portugal Grand Slam Espinho, Portugalia 4 - 8 sierpnia              | José Loiola Emanuel Rego        | Rogério Ferreira Guilherme Marques | Zé Marco de Melo Ricardo Santos    | Martín Conde Eduardo Martinez   |
| Belgium Open Ostenda, Belgia 11 - 15 sierpnia                       | José Loiola Emanuel Rego        | Zé Marco de Melo Ricardo Santos    | Julien Prosser Lee Zahner          | Dain Blanton Eric Fonoimoana    |
| Spain Open Teneryfa, Hiszpania 17 - 22 sierpnia                     | Zé Marco de Melo Ricardo Santos | Rogério Ferreira Guilherme Marques | Giovane Gavio Tande Ramos          | Martin Laciga Paul Laciga       |
| Brazil Open Vitória, Brazylia 30 listopada - 5 grudnia              | Zé Marco de Melo Ricardo Santos | José Loiola Emanuel Rego           | Roberto Lopes Franco Neto          | João Brenha Miguel Maia         |

### Kobiety
| Turniej                                                 | 1 miejsce                         | 2 miejsce                         | 3 miejsce                         | 4 miejsce                   |
| ------------------------------------------------------- | --------------------------------- | --------------------------------- | --------------------------------- | --------------------------- |
| Mexico Open Acapulco, Meksyk 7 - 11 kwietnia            | Shelda Bede Adriana Behar         | Pauline Manser Kerri Pottharst    | Angela Clarke Natalie Cook        | Sandra Pires Adriana Samuel |
| Canada Open Toronto, Kanada 16 - 20 czerwca             | Holly McPeak Nancy Reno           | Shelda Bede Adriana Behar         | Annett Davis Jenny Johnson Jordan | Sandra Pires Adriana Samuel |
| World Championships Marsylia, Francja 19 - 24 lipca     | Shelda Bede Adriana Behar         | Annett Davis Jenny Johnson Jordan | Liz Masakayan Elaine Youngs       | Sandra Pires Adriana Samuel |
| Portugal Open Espinho, Portugalia 28 lipca - 1 sierpnia | Annett Davis Jenny Johnson Jordan | Natalie Cook Kerri Pottharst      | Liz Masakayan Elaine Youngs       | Lisa Arce Barbra Fontana    |
| Japan Open Osaka, Japonia 4 - 8 sierpnia                | Shelda Bede Adriana Behar         | Natalie Cook Kerri Pottharst      | Ana Paula Henkel Jackie Silva     | Sandra Pires Adriana Samuel |
| China Open Dalian, Chiny 11 - 15 sierpnia               | Shelda Bede Adriana Behar         | Annett Davis Jenny Johnson Jordan | Lisa Arce Barbra Fontana          | Liz Masakayan Elaine Youngs |
| Brazil Open Salvador, Brazylia 2 - 7 listopada          | Shelda Bede Adriana Behar         | Liz Masakayan Elaine Youngs       | Sandra Pires Adriana Samuel       | Lisa Arce Barbra Fontana    |